# しらかば町
しらかば町（しらかばちょう）は、北海道苫小牧市にある町名。
現行行政地名はしらかば町一丁目からしらかば町六丁目。住居表示実施済み。

## 地理
苫小牧市の西部に位置し、東は桜木町、西は川沿町、南は室蘭本線を挟んで日吉町、永福町、字糸井、北は日新町と接している。

## 歴史
苫小牧市は1968年（昭和43年）から5か年計画で、字糸井地区に118㎢のニュータウンの建設に着手し、1969年（昭和44年）から分譲を開始し、ニュータウンの両側も発展して1975年（昭和50年）には人口が2万人を超えた。
新町設定のための町割りをすることになり、当初市側は、「福住町」を提案していたが、住民説明会で反発があり、糸井の中心であることから「糸井町」にせよと迫った。しかし、字名は原則避けることになっており、まだ字糸井も残っていることから、住民と市、住居表示審議会の折衝が続き、「糸井本町」と、しらかば公園から取った「しらかば町」が候補となった。
1979年（昭和54年）11月1日、字糸井の一部を分離し、桜木町、日新町、豊川町とともに、しらかば町一丁目からしらかば町六丁目を設置した。

## 世帯数と人口
2024年（令和6年）10月末現在の世帯数と人口は以下の通りである。
| 町丁             | 世帯数 | 人口 |
| ---------------- | ------ | ---- |
| しらかば町一丁目 | 345    | 606  |
| しらかば町二丁目 | 388    | 676  |
| しらかば町三丁目 | 516    | 969  |
| しらかば町四丁目 | 370    | 697  |
| しらかば町五丁目 | 266    | 497  |
| しらかば町六丁目 | 523    | 987  |
| 計               | 2408   | 4432 |

## 小・中学校の学区
市立小・中学校に通う場合、学区は以下の通りとなる。
|                  | 小学校               | 中学校               |
| ---------------- | -------------------- | -------------------- |
| しらかば町一丁目 | 苫小牧市立北星小学校 | 苫小牧市立明倫中学校 |
| しらかば町二丁目 | 苫小牧市立北星小学校 | 苫小牧市立明倫中学校 |
| しらかば町三丁目 | 苫小牧市立日新小学校 | 苫小牧市立明倫中学校 |
| しらかば町四丁目 | 苫小牧市立日新小学校 | 苫小牧市立明倫中学校 |
| しらかば町五丁目 | 苫小牧市立日新小学校 | 苫小牧市立明倫中学校 |
| しらかば町六丁目 | 苫小牧市立北星小学校 | 苫小牧市立明倫中学校 |

## 交通
- 北海道道781号苫小牧環状線

### バス
- 道南バスが市内線を運行している。

### 鉄道
- 北海道旅客鉄道（JR北海道）「糸井駅」

## 施設

### 一丁目
- 苫小牧特別地域気象観測所[9]
- コアシティ[10]

### 二丁目
- サツドラ苫小牧しらかば店[11]
- ホクレンショップFoodFarm苫小牧しらかば店[12]
- しらかば公園[13]

### 三丁目
- 苫小牧市道営住宅しらかば南団地[14]
- 苫小牧しらかば郵便局[15]

### 五丁目
- 苫小牧警察署糸井交番[16]
- エンゼル幼稚園[17]
- 糸井公園[18]

### 六丁目
- 北海道銀行糸井支店[19]
- セブンイレブン苫小牧しらかば町店[20]
- 甚べい しらかば店[21]
- 六花亭 苫小牧店[22]
- できたて注文寿司クリッパーしらかば店[23]
- セイコーマートふじもと店[24]

## その他

### 日本郵便
- 郵便番号: 053-0821[2]（集配局：苫小牧郵便局[25]）。

### 警察
管轄する警察署、交番・派出所は以下の通りである。
| 丁目・字 | 警察署       | 交番・派出所 |
| -------- | ------------ | ------------ |
| 全域     | 苫小牧警察署 | 糸井交番     |